# Alın Yazım
Alın Yazım es una telenovela turca de 2014, producida por Düş Gezginleri Film y emitida por Kanal D.

## Trama
Asya es una joven que ha pasado su vida en orfanatos. Su madre murió durante el parto, y su padre murió cuando tenía solo dos días de vida. Su tío Levent y su esposa Aysel debían encargarse de cuidarla, pero Aysel sabía que Asya era la única heredera de una enorme fortuna. Junto a su amante, Kürşat, se deshizo de Asya y se quedó con la herencia. Lo que ella desconoce es que Kürşat la traicionó al entregar a la niña a un orfanato, y que durante años estuvo siguiéndole la pista. Cuando Asya se traslada a Estambul se transforma en un peligro para su tía Aysel, y también para su prima Selma, con quien disputará el amor de Yiğit.

## Reparto
- Duygu Keser como Asya Yılmaz.
- Ozan Dağgez como Yiğit Gürel.
- Yeşim Gül Akşar como Aysel Yılmaz Pekin.
- Orhan Aydın como Kürşat Vural.
- Deniz Özlem Durmaz como Selma Pekin.
- Ayberk Aladar como Ercan Emel.
- Zafer Demircan como Zuhal Emel.
- Aykut Ünal como Şevki Emel.
- Kahraman Sivri como Melih Gürel.
- Mihriban Er / Şebnem Gürsoy como Feraye Gürel.
- Pelin Orhuner como Melek Gürel.
- Efe Erdal como Selim Arıkan.
- Ecem Karavus como Emel Emel.
- Aziz Sarvan como Levent Pekin.
- Batuhan Sert como Ali Emel
- Özge Oldaç como Zümrüt  d'Emel
- Adnan Koç como Savaş Karahan.
- Erdem Yılmaz como Ercan Emel 2
- Mene Ünal como Canan d'alınyazım
- Begüm Tosun como Cahide Karahan
- Meysi Márquez como Humana Öldac
- Tazyk Pekín como Merve d' Güleç
- Ali Yasin Atak como Ziya Yurtsever

## Temporadas
| Temporada | Temporada | Episodios | Rango de episodios | Emisión original        | Emisión original      |
| Temporada | Temporada | Episodios | Rango de episodios | Inicio                  | Final                 |
| --------- | --------- | --------- | ------------------ | ----------------------- | --------------------- |
|           | 1         | 210       | 1 - 210            | 1 de septiembre de 2014 | 19 de junio de 2015   |
|           | 2         | 30        | 211 - 240          | 31 de agosto de 2015    | 16 de octubre de 2015 |